# Jean-Baptiste Lully fils
Pour les articles homonymes, voir Lully.
Jean-Baptiste Lully, dit Baptiste Lully, Lully fils ou Monsieur Baptiste, est un musicien français né à Paris le 6 août 1665 et mort dans la même ville le 9 mars 1743.

## Biographie
Il est le deuxième fils de Jean-Baptiste Lully. En 1678, à l'âge de douze ans, il eut par la grâce de Louis XIV une charge à l'abbaye de Saint-Hilaire, qu'il échangea six ans plus tard pour celle de Saint-Georges-sur-Loire.
Il devint surintendant de la musique du roi en 1696, charge qu'il partagea avec Michel-Richard de Lalande jusqu'en 1719.

## Œuvres
Il composa Orphée, tragédie lyrique, en 1690, avec son frère Louis, puis Le Triomphe des brunes (divertissement) en 1695 seul. 